# Liparis truncata
Liparis truncata là một loài thực vật có hoa trong họ Lan. Loài này được F.Maek. ex T.Hashim. mô tả khoa học đầu tiên năm 1987.